# Trio avec piano no 2 de Chostakovitch
Le Trio no 2 pour violon, violoncelle et piano en mi mineur, opus 67 de Dmitri Chostakovitch est une œuvre composée en 1944.

## Historique
Ce second trio de Chostakovitch, écrit en 1944, soit vingt ans après son premier trio, reprend un thème musical juif traditionnel dans le dernier mouvement. Ce thème également présent dans son célèbre 8e Quatuor pour cordes peut être mis en relation avec les horreurs et persécutions de la Seconde Guerre mondiale.
Il est dédié à la mémoire de son ami musicologue et historien d'art Ivan Sollertinski décédé en février 1944. Sa première fut donnée à Leningrad, dans la Grande Salle de la Philharmonie que dirigea Sollertinsky, le 14 novembre 1944 en même temps que le 2e Quatuor à cordes conformément au vœu du compositeur.

## Mouvements
1. Andante; Moderato ~8'
2. Allegro con brio ~3'
3. Largo ~5'
4. Allegretto ~10'

## Discographie sélective
- 1987 : par Isaac Stern, Yo-Yo Ma et Emanuel Ax, avec la Sonate pour violoncelle et piano op 40, chez CBS Records (CD no MK44664).
- 2003 : par le trio Wanderer[1].